# チャガン・テウケ
『チャガン・テウケ』（モンゴル語:ᠴᠠᠭᠠᠨ
ᠲᠡᠦᠬᠡ　転写：Čaγan teüke）は、モンゴルの年代記。著者および編纂年は不明。『白い歴史』を意味する。

## 名称
『チャガン・テウケ』には多くの写本があり、さまざまな表題が付けられた。
- 『アルヴァン・ヴォヤント・ノモン・チャガン・テウケ・ネレトゥイン・ソドル(Arban buyantu nom-un čaγan teüke neretü-yin sudur)：十の功徳を持つ仏法の白い歴史という名の経』
- 『ホヤル・ヨソノ・ドルヴェン・トロイン・アルヴァン・ボヤント・ノモン・チャガン・テウケ(Qoyar yosun-u dörben törö-yin arban buyan-tu nom-un čaγan teüke)：二法の四つの政治の十の功徳を持つ仏法の白い歴史』
- 『エルテヌ・ヴォグダソン・ヴァイグログサン・ドルベン・イェケ・トロイン・キチイェングイ・アルヴァン・ヴォヤント・ノモン・チャガン・テウケ・ネレトゥ・ソドル・オロシバ(Erten-ü boγdas-un bayiγuluγsan dörben yeke törö-yin kičiyenggüi arban buyan-tu nom-un čaγan teüke neretü sudur orosiba)：古の聖者等のうち立てた四つの大いなる政治の勤勉なる十の功徳を持つ仏法の白い歴史という名の経』

## 内容
表題に『チャガン・テウケ（白い歴史）』とあるが、この書はモンゴルの歴史(teüke)を記したものではない。基本的にはモンゴルへのチベット仏教の導入や、チンギス・ハーンに対する祭祀、モンゴルの政治体制について記されている。ツェワン・ジャムツァラーノは「冊子は3部に分かれているが、我々はそれを4部に分けるべき。」としている。
1. チンギス・ハーン祭祀の規定
2. 国家や寺院による完全無欠な政府の支配の短い説明
3. クビライがパクパ・ラマを彼の告白者（帝師）にした後に発令された法令
4. いくつかの教え

## 研究史
この史料を初めて紹介したのはブリヤート人のモンゴル学者ツェワン・ジャムツァラーノである。彼は1909年から1910年にかけて内モンゴルを旅行した際、オルドスにあるエジェン・ホローに立ち寄って文献調査を行い、一本の『チャガン・テウケ』を書き写してロシアに持ち帰った。彼は自身の著書『17世紀におけるモンゴル年代記』（1936年）の中で、『チャガン・テウケ』がこの時代のものとしては最も古い史料であり、その後のモンゴル年代記に影響を与えているとし、その内容の概略的紹介と、編纂年代についての検討を行っている。
ジャムツァラーノは概略までであったが、『チャガン・テウケ』の全容を初めて紹介したのがドイツのモンゴル学者ハイシッヒであった。彼は著書『モンゴルの親族と教会史の著作〔Ⅰ〕16-18世紀』（1959年）において、モンゴル科学委員会初代委員長であったジャミヤン公が発見した『チャガン・テウケ』の写本（モンゴル国立中央図書館蔵）をファクシミリ版で公表したのである。1976年、この写本を底本にして、同じドイツのモンゴル学者ザガスターは『チャガン・テウケ』の専書を著し、旧ソ連東洋学研究所レニングラード支部（現在のロシア科学アカデミー東洋学研究所サンクトペテルブルク支部）所蔵の3種類の写本との異同を比較するとともに、ドイツ語訳と詳細な注釈を付けた。
中国に所蔵される『チャガン・テウケ』の写本については、1979年に刊行された『全国蒙文古旧図書資料聯合目録』によって明らかにされた。この目録は極めて不完全、不正確なものであったが、『チャガン・テウケ』には5種類の写本が存在することが記されていた。その後、内蒙古社会科学院の留金鎖によって『チャガン・テウケ』の校訂本が刊行され（1981年）、内蒙古自治区に存在する写本は、内蒙古社会科学院に7本（a,e,i,o,u,θ本）、内蒙古図書館に1本（ū本）の計8本あることが判明した。留金鎖の校訂本はこれら8種の写本を利用しているが、底本としたのは1958年にウーシン旗のワンチャクラブタン家からもたらされたもっとも古い写本である。
2001年、モンゴルのバルダンジャポフはウランバートル市にあるチベット仏教寺院、ガンダン寺に所蔵されていた『チャガン・テウケ』の写本をファクシミリ版で公刊し、ハイシッヒの公表したモンゴル国立中央図書館所蔵本、ロシア科学アカデミー東洋学研究所サンクトペテルブルク支部所蔵の三種本、留金鎖の公表したワンチャクラブタン所蔵本、そしてモンゴル国立中央図書館所蔵の二種本の計8種の写本をラテン字転写し、写本間の異同を示した。
井上治によれば（1992年）、『チャガン・テウケ』はその記述内容から大きく2つに分類できるという。すなわち留金鎖が公表したテキストの系統とハイシッヒが公表したテキストの系統である。

## 成立年
モンゴル人民共和国科学研究委員会所蔵の写本に
とあり、各研究者はさまざまな成立年を割り出した。
- ジャムツァラーノはオルドスで写したテキストをもとに検討し、クビライの治世中（1260年 - 1294年）であるという結論に至った。
- ザガスターは1272年 - 1280年の間に、クビライの命令によって編纂されたとした。
- ビラは「クビライが即位した1260年よりも早くなく、パクパ・ラマが亡くなった1280年より遅くない」とした。

しかし、内蒙古社会科学院所蔵本のいくつかに
と、ジャムツァラーノらが参照した写本にはない（太字で記した）部分があり、これを参照した留金鎖は「či(čai)-sün」を元朝の年号「至順」に比定し、至順元年（1330年）に『チャガン・テウケ』が編纂されたとした。
- 井上治は「16世紀末にチベット仏教をモンゴルの地に導こうとした中心人物であるセツェン・ホンタイジが、モンゴル民族の仏教帰依の歴史的必然性と根拠を示すことを目的として、16世紀末に書いたフビライ史である」とした。
- 森川哲雄は「フビライが編纂した」「至順元年に編纂した」という文章は信用できず、16世紀末にホトクト・セチェン・ホンタイジの手によって編纂されたものとしている。

## 参考資料
- 森川哲雄『モンゴル年代記』（2007年、白帝社、ISBN 9784891748449）